# فرودگاه دبرت
فرودگاه دبرت (به انگلیسی: Debert Airport) یک فرودگاه همگانی است که یک باند فرود آسفالت دارد و طول باند آن ۹۱۴ متر است. این فرودگاه در کشور کانادا قرار دارد و در ارتفاع ۴۳ متری از سطح دریا واقع شده‌است.